# María Magdalena de Pazzi
Santa María Magdalena de Pazzi (Florencia, 2 de abril de 1566 - Florencia, 25 de mayo de 1607), nacida como Caterina de Pazzi, fue una noble toscana y monja carmelita. Es venerada como santa por la Iglesia católica. 

## Biografía

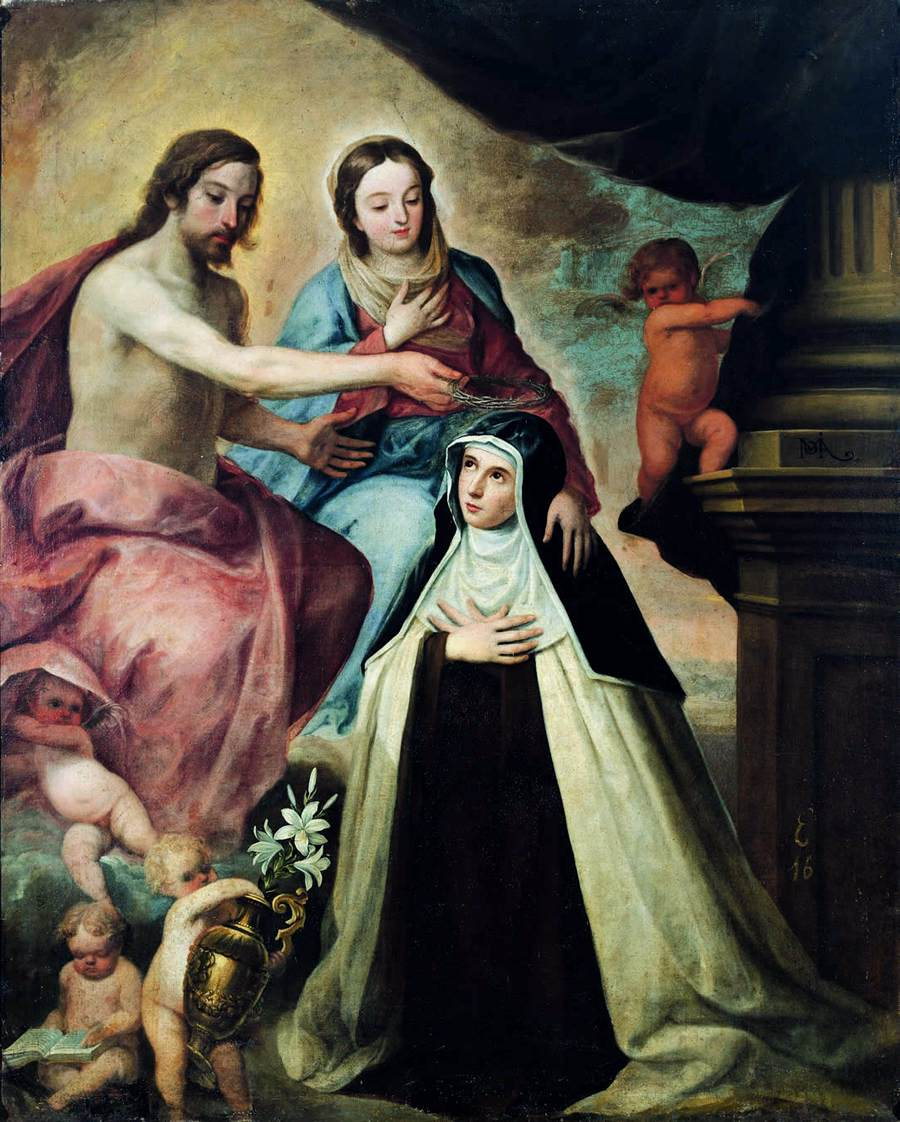
Visión de Santa María Magdalena de Pazzi (pintura de Pedro de Moya).

Caterina de Pazzi nació en una de las familias más ricas y distinguidas de Florencia, era la segunda hija de Camillo di Geri de Pazzi y de Maria Buondelmonti; en casa era llamada Lucrezia en homenaje a una abuela. Educada cristianamente, estudió en la Chiesa di San Giovannino dei Cavalieri, a cargo de los caballeros de Malta. Con solo doce años tuvo, según sus escritos, el primer episodio de éxtasis en presencia de su madre y, a partir de este momento, tuvo diversas experiencias místicas. No se sabe si en 1581, mientras su padre era gobernador en Cortona, vivió un tiempo en el monasterio de terciarias franciscanas de la ciudad, lo que explicaría su espiritualidad franciscana.
Enviada a un convento a los catorce años, su familia la hizo volver para casarla con un noble; finalmente accedieron a los deseos de Caterina y dejaron que hiciera vida religiosa. Con dieciséis años, escogió la orden de las monjas carmelitas de la antigua observancia, ingresando en Santa Maria degli Angeli (San Frediano in Cestello), en Oltrarno (Florencia), el 27 de noviembre de 1582; tomó el nombre de María Magdalena.  El convento estaba vinculado a círculos de mujeres influidas por las predicaciones de Girolamo Savonarola, con un clima evangélico de austeridad. Como otras místicas contemporáneas, su vida se caracterizó por la práctica continuada de la oración, la penitencia y la caridad hacia los necesitados. 
Se hizo conocida por diversas experiencias místicas: éxtasis, raptos... que solo se interrumpían por la asistencia a las horas del oficio divino o la Eucaristía. Estas experiencias eran recogidas por las monjas, que transcribieron las palabras que Magdalena dictaba cuando era transportada, en estados alterados de conciencia. La obra escrita por la santa revela un estilo de viva oralidad y vigor. 
Se encargó de acoger a las jóvenes que iban a la hospedería y, entre 1589 y 1607, formó a las novicias. Fue subpriora del monasterio de 1604 a 1605. Enfermó hacia 1604, muriendo tres años más tarde, el 25 de mayo de 1607.

## Obra escrita
María Magdalena de Pazzi escribió diversas 7 obras de carácter místico:
- Libro dei quaranta giorni (Libro de los cuarenta días)
- Libro dei colloqui (Libro de los coloquios)
- Libro delle rivelazioni e intelligenze (Libro de las revelaciones e inteligencias)
- Libro della prova (Libro de la prueba)
- Libro del rinnovamento della Chiesa (Libro de la renovación de la Iglesia)
- Ammaestramenti (Amaestramientos)
- Avvisi (Avisos)

## Veneración
Al morir, comenzaron a atribuírsele milagros y curaciones. El proceso de beatificación comenzó en 1610 y fue completado en 1626, con Urbano VIII. Cuarenta y tres años más tarde, fue canonizada, el 28 de abril de 1669. Su festividad fue incorporada al Calendario general romano para 25 de mayo, aniversario de su muerte, pero en 1728 fue trasladada al 29 de mayo, día que se mantuvo hasta el 1969, cuando volvió a fijarse el 25.
Su cuerpo incorrupto, estaba en la iglesia del convento carmelita de Florencia, que tomó el nombre de Santa Maria Maddalena de Pazzi. En 1928 las monjas se trasladaron a un nuevo monasterio en el barrio de Careggi, llevando las reliquias de la santa.
El antiguo cementerio del Viejo San Juan de Puerto Rico lleva su nombre.

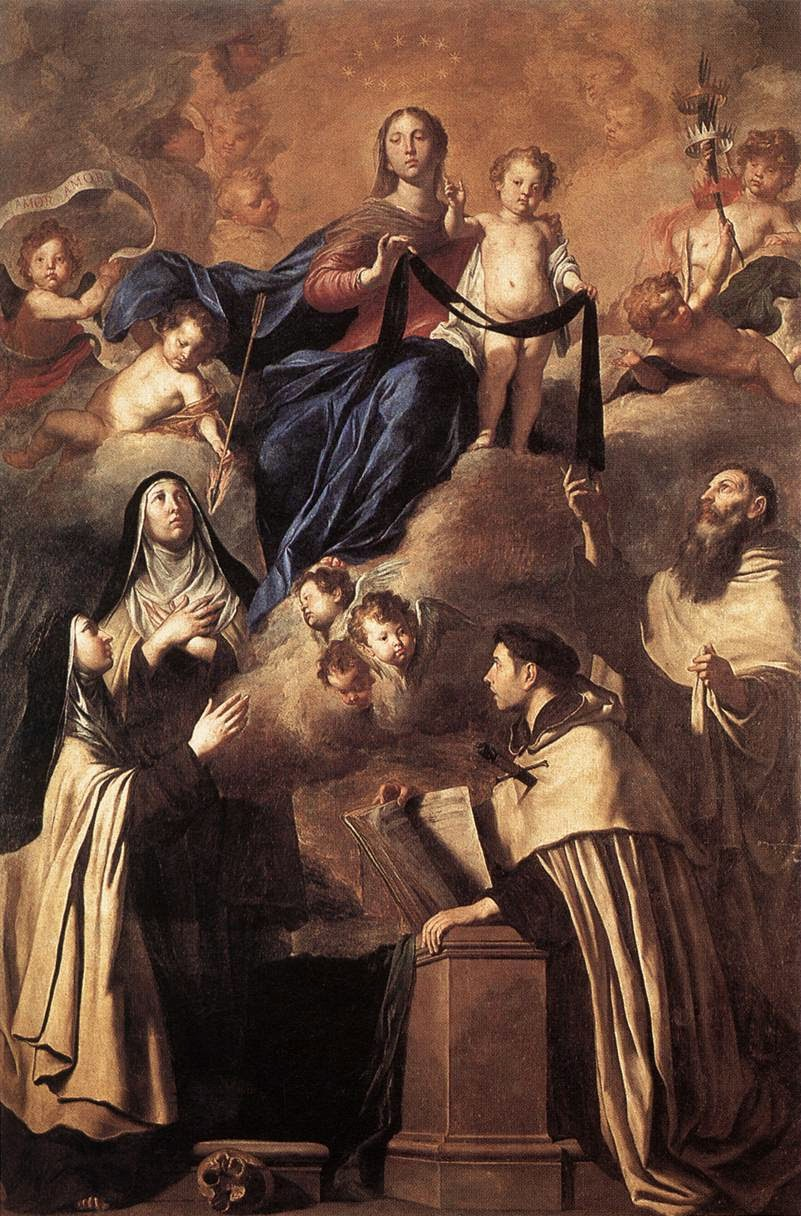
La Madre de Dios con santos carmelitas por Pietro Novelli, 1641 (Museo Diocesano, Palermo); a la izquierda de pie, Maddalena de' Pazzi
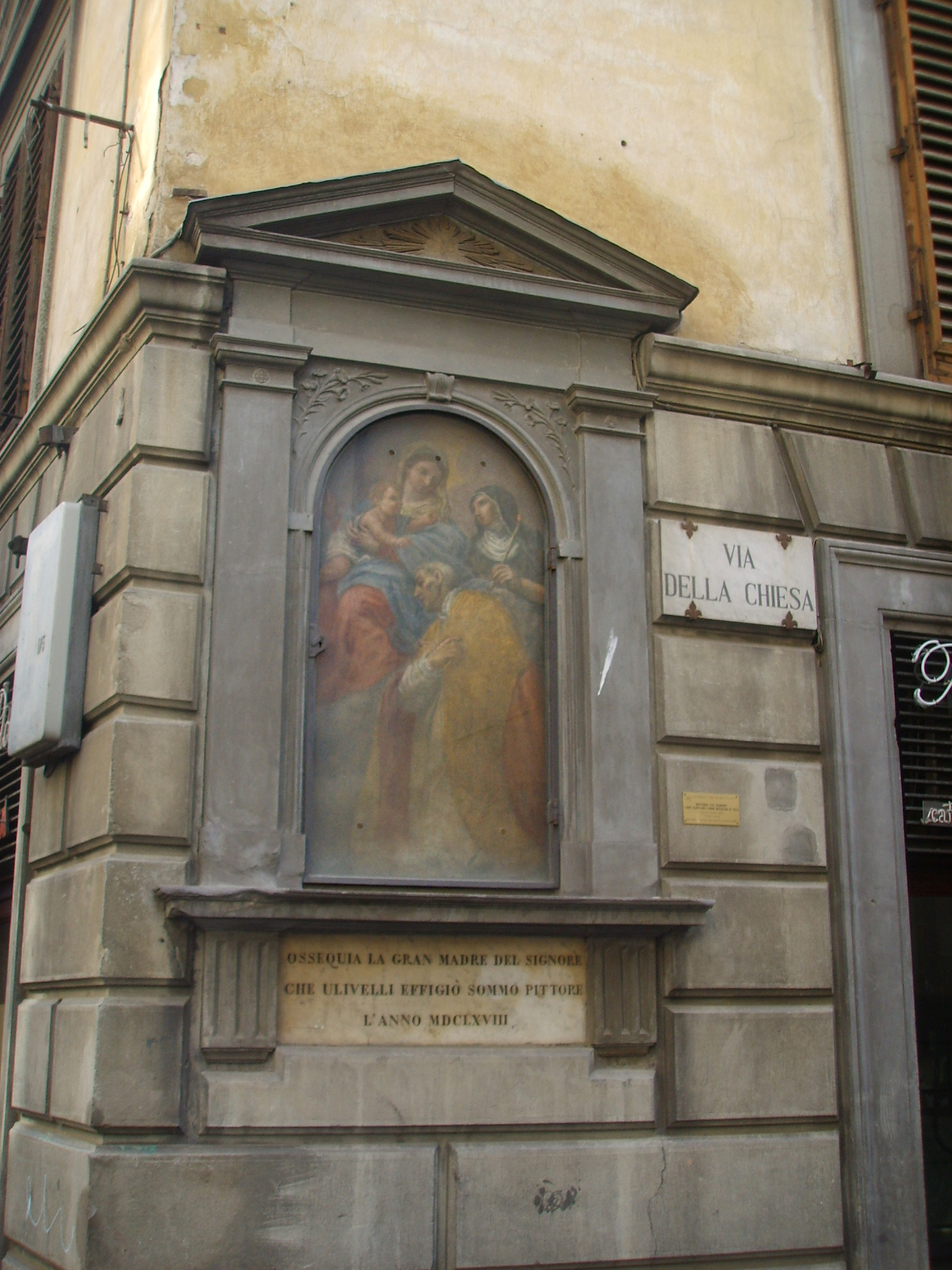
Capilla en una calle de Florencia, con Maddelena de' Pazzi y Felipe Neri, por Cosimo Ulivelli, 1668.
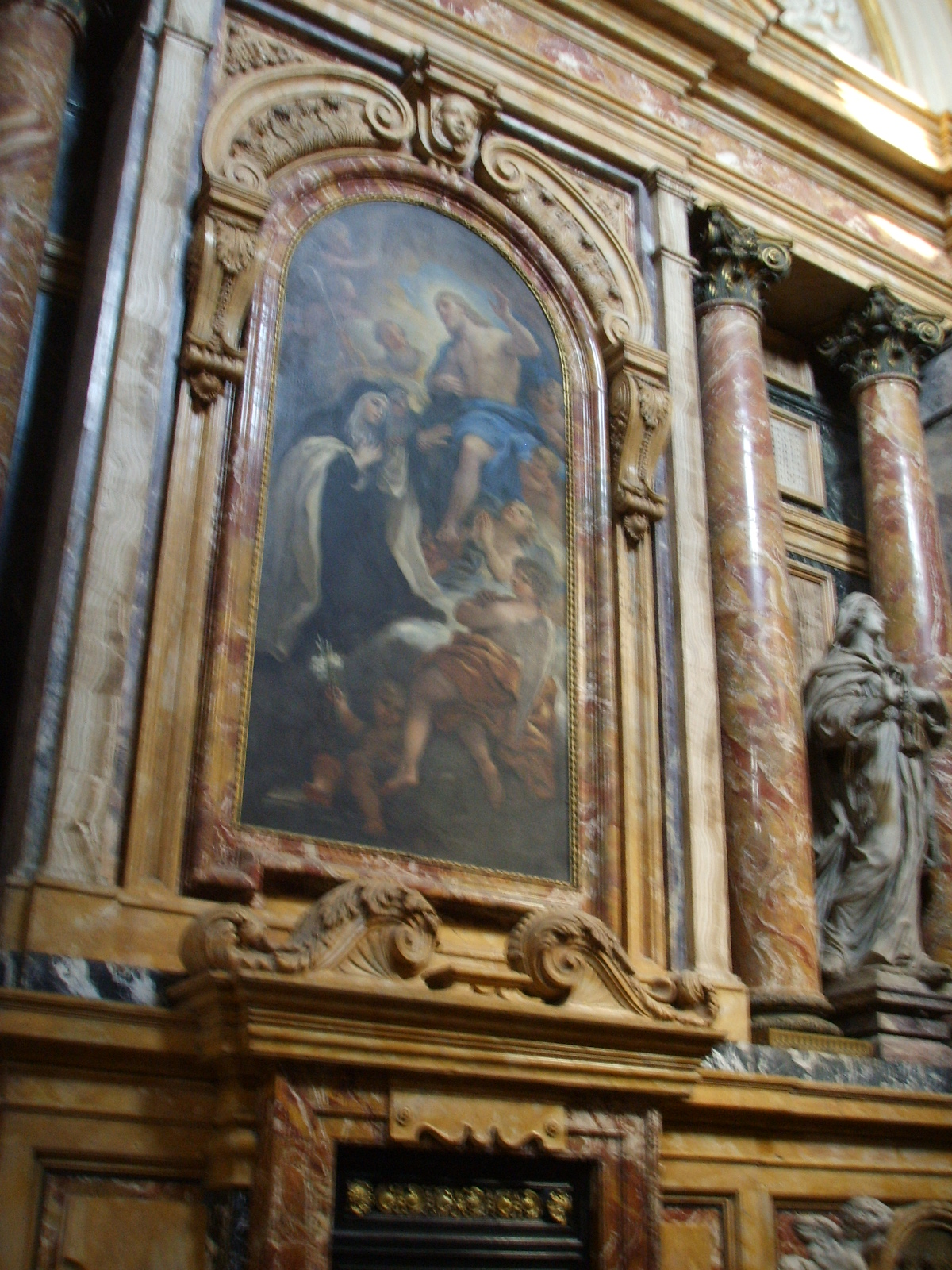
Jesús apareciendo a Maddalena de' Pazzi, por Luca Giordano, 1685 (Florencia, S. M. Madalenna de' Pazzi)
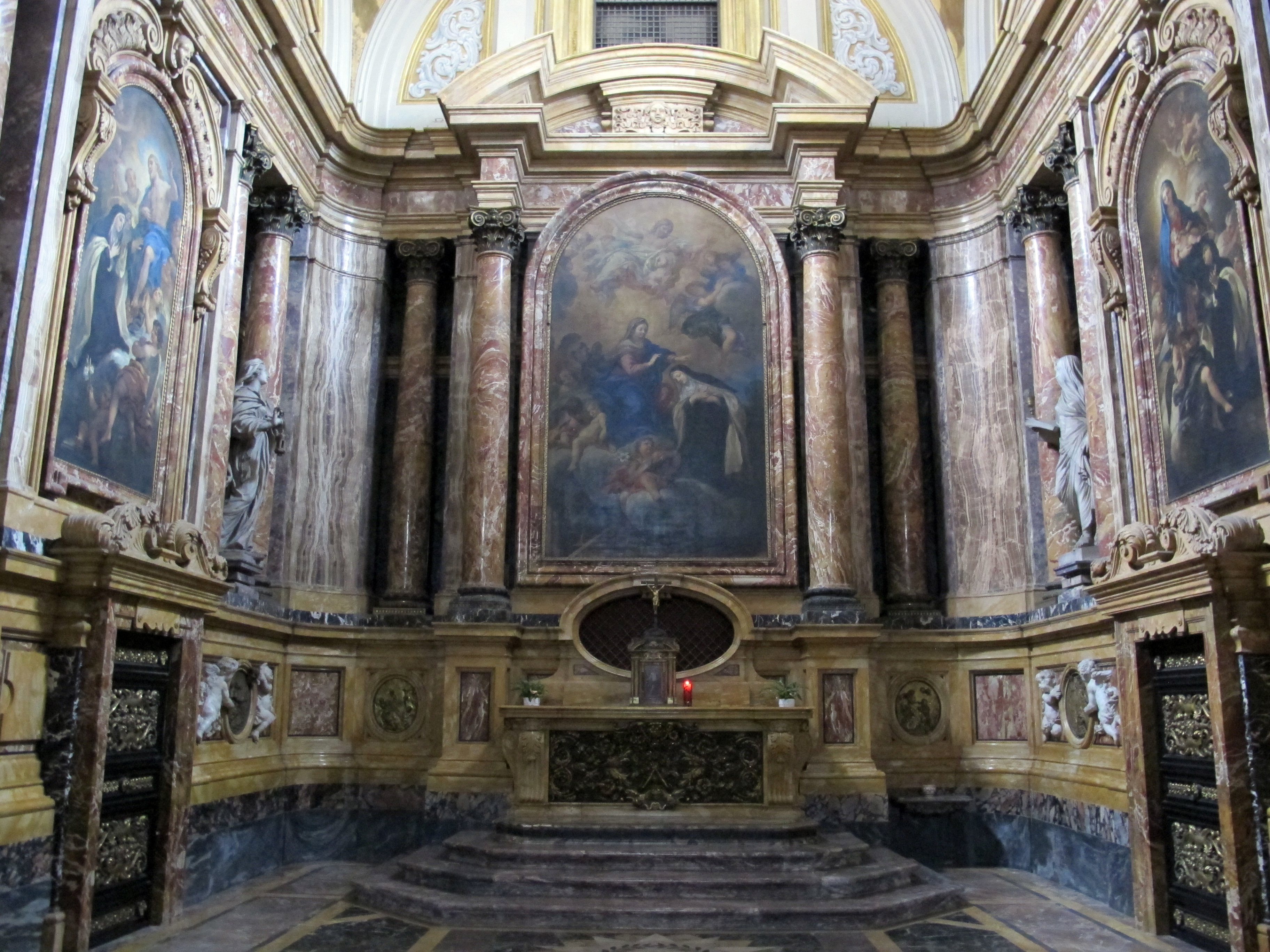
Capilla mayor de Santa M. Maddalena dei Pazzi de Florència, donde estuvieron sus restos hasta el siglo XIX